# Князєв Валерій Ігорович
Валерій Ігорович Князєв (рос. Валерий Игоревич Князев; 11 червня 1992, м. Прага, Чехія) — російський хокеїст, правий нападник. Виступає за «Сибір» (Новосибірськ) у Континентальній хокейній лізі. 
Виступав за «Бремптон Баталліон» (ОХЛ), ХК «Бероуншті Медведі», «Сибір» (Новосибірськ), «Сибірські Снайпери». 